# Vardagsmat
Vardagsmat är en soloshow av Claes Eriksson. Det var hans tredje soloshow utan Galenskaparna och After shave, efter C Eriksson solo och C Eriksson MAX. Den hade premiär hösten 2019 och fortsatte spela våren 2020 fram till att den tvangs att avbrytas på grund av coronapandemin. Den innehöll också en del äldre material, vilket gav upphov till namnet; en del sådant från Galenskaparna och After shave. Den ofattbara orkestern (Lars Lim Moberg, gitarr; Jan Gunér, bas; Jan Corneliusson, klaviatur; Måns Abrahamsson, trummor samt Anders Ekdahl, piano tillika kapellmästare och arrangör) medverkade.